# 共相
共相（英語：universal），又譯為普遍性，是一哲學與佛學常用詞彙，但兩者意思不盡相同。在形上學中，共相是指在個別物體中所擁有的共通特性。舉例來說：在房間中，存在兩張個別的綠色椅子，在這兩張椅子中，都存在共通的「椅子」特質，以及「綠色」的性質。个別的椅子，稱為殊相（英語：particular），而這兩個各別椅子中共通的特質，被稱為共相。

## 哲學中的共相
在哲學領域中，共相意即普遍、一般、或同一性概念。而不少哲學家就共相發表不少影響西方哲學之理論。如柏拉圖、阿伯拉德、亞里士多德等。

### 共相之爭
在中世紀，哲學家曾因共相是否真實存在開始了共相之爭，而當中有三種不同的主流見解：
1. 唯實論（realism）：觀念世界比感官世界更早出現，因此共相早於事物（殊相）。「唯實」即指共相是實存的。
2. 唯名論（nominalism）：和唯實論抱持的觀點相反，認為共相後於事物。共相非實存，而是代指事物性質的名稱，故稱「唯名」。
3. 概念論（conceptualism）：綜合了唯名論和唯實論兩個學說，雖承認殊相先於共相，但共相被人類感官歸納出來後也會變為實存。

彼得·阿伯拉的哲學名聲與其指稱理論（doctrine of name）或唯名論（nominalism）有關。彼得·阿伯拉認為字詞只是名稱，即「能指」（signifiers）。並非所有的字詞都能指稱實體。彼得·阿伯拉特別指出，這個問題可上溯至柏拉圖與亞里斯多德的討論，例如用來指稱類別、性質與理想類型的字詞。problem of universals在於，這些用來指稱類別、性質與理想類型的字詞，實際上指稱的是不是實在的實體。
有些邏輯學家－－被稱為「唯實論者」（realist）－－堅持類別、性質與理想類型這些特有的實體的確存在，其他邏輯學家－－被稱為「概念論者」（conceptualist）－－則堅持，共相只存在於心靈中。彼得·阿伯拉採取激進的觀點，認為除了個別事物之外，任何事物均不存在。他反對共相存在，並且否認唯實論者的觀點，後者主張事物擁有本質，而本質可讓事物如其所是。彼得·阿伯拉則認為，世上並不存在本質，字詞以共相來誤導我們的思考，但是共相並非實在之物；當我們使用語言時，字詞只是我們假設的建構物。
彼得·阿伯拉運用字詞與實在之間的嚴格區分來詮釋《聖經》，他認為宗教權威之間的明顯衝突，可藉由觀察他們如何以不同方式使用同一字詞，輕易獲得解決。彼得·阿伯拉是第一位以現代意義使用「神學」一詞的哲學家，他用神學來指稱針對宗教神祕所進行的理性調查。彼得·阿伯拉重拾已經持續千年的論辯，主張應以理性來審視啟示，凡是未經理性辯護的信仰，都只能算是意見。由於彼得·阿伯拉相信理性能洞察宗教真理，因此他堅持古希臘人對於基督教教義有著值得讚賞的貢獻，即使他們僅僅約略瞥見了三位一體的本質。
「共相之爭」爭論的重點，在於「知識」與「本體」間互動的課題。原來，柏拉圖的「觀念」、「感官」的二元世界，以「觀念界」的先天性，作為「感官」後天「知識」的基準，因此認為「知識」先於「感官」事物，這就形成傾向柏拉圖思想的「實在論」（Realismus），甚至發展成「極端實在論」（Exaggerate Realism），此派主張「共相先於事物」（Universale ante rem）；而亞里斯多德的學說，則以為「知識」當始自「感官」經驗，而「觀念」則為「知識」後天所獲得，偏向亞里斯多德的學者主張「共相後於事物」（Universale post rem）。這種你來我往的辯論，到後來各說各話，一直到「大學」成立，學術漸上軌道後，才出現折衷派的「共相在事物中」（Universale in re）；算是表面上平息了「共相之爭」。
「共相」問題，基本上是蘇格拉底的「概念」（eidos, concept），柏拉圖的「觀念」（idea），亞里斯多德的「實體」（ousia, substance），是在檢證吾人的「思想」如何把握「存在」的「知識論」根本課題。「先物共相」（共相先於事物）是柏拉圖的主張，「後物共相」（共相後於事物）是亞里斯多德跟隨其師蘇格拉底的學說，而「在物共相」（共相在事物之中）則是綜合和折衷二者所形成。當然，這種折衷也就是中世紀「共相之爭」的「知識論」成果之一。

## 佛教中的共相
佛教中，也有共相的觀念。